# Alysbeth Félix
Alysbeth Félix Boyer (ur. 7 marca 1993) – portorykańska lekkoatletka specjalizująca się w wielobojach.
Na początku swojej międzynarodowej kariery wywalczyła srebrny medal na mistrzostwach Ameryki Środkowej i Karaibów juniorów, a także wystartowała w biegu rozstawnym 4 × 100 metrów na tej samej imprezie. W sezonie 2014 zdobyła medale na mistrzostwach ibero-amerykańskich oraz igrzyskach Ameryki Środkowej i Karaibów. Rok później zajęła piąte miejsce na igrzyskach panamerykańskich w Toronto. Uczestniczka mistrzostw ibero-amerykańskich oraz igrzysk olimpijskich (oba w Rio de Janeiro w 2016), w których uplasowała się odpowiednio na pierwszym i dwudziestym drugim miejscu.
Medalistka mistrzostw Portoryko.
Rekord życiowy: siedmiobój – 6124 pkt. (26 czerwca 2016, Cali); skok wzwyż – 1,83 (25 czerwca 2016, Cali). Oba rezultaty są aktualnymi rekordami Portoryko.

## Osiągnięcia
| Rok  | Impreza                                           | Miejsce        | Konkurencja             | Lokata      | Wynik     |
| ---- | ------------------------------------------------- | -------------- | ----------------------- | ----------- | --------- |
| 2010 | Mistrzostwa Ameryki Środkowej i Karaibów juniorów | Santo Domingo  | skok wzwyż              | 2. miejsce  | 1,73      |
| 2010 | Mistrzostwa Ameryki Środkowej i Karaibów juniorów | Santo Domingo  | sztafeta 4 × 100 metrów | 4. miejsce  | 47,10     |
| 2010 | Igrzyska Ameryki Środkowej i Karaibów             | Mayagüez       | skok wzwyż              | 8. miejsce  | 1,70      |
| 2011 | Mistrzostwa Ameryki Środkowej i Karaibów          | Mayagüez       | skok wzwyż              | 5. miejsce  | 1,70      |
| 2013 | Mistrzostwa Ameryki Środkowej i Karaibów          | Morelia        | siedmiobój              | 5. miejsce  | 5065 pkt. |
| 2014 | Mistrzostwa ibero-amerykańskie                    | São Paulo      | siedmiobój              | 2. miejsce  | 5578 pkt. |
| 2014 | Igrzyska Ameryki Środkowej i Karaibów             | Xalapa         | siedmiobój              | 3. miejsce  | 5721 pkt. |
| 2015 | Igrzyska panamerykańskie                          | Toronto        | siedmiobój              | 7. miejsce  | 5810 pkt. |
| 2015 | Mistrzostwa NACAC                                 | San José       | skok w dal              | 5. miejsce  | 6,34w     |
| 2016 | Mistrzostwa ibero-amerykańskie                    | Rio de Janeiro | siedmiobój              | 1. miejsce  | 5910 pkt. |
| 2016 | Igrzyska olimpijskie                              | Rio de Janeiro | siedmiobój              | 26. miejsce | 5805 pkt. |
| 2017 | Mistrzostwa świata                                | Londyn         | siedmiobój              | 25. miejsce | 5584 pkt. |
| 2018 | Igrzyska Ameryki Środkowej i Karaibów             | Barranquilla   | siedmiobój              | 5. miejsce  | 5655 pkt. |
| 2018 | Mistrzostwa NACAC                                 | Toronto        | skok w dal              | 7. miejsce  | 6,04      |
| 2019 | Igrzyska panamerykańskie                          | Lima           | siedmiobój              | 6. miejsce  | 5818 pkt. |
| 2022 | Mistrzostwa ibero-amerykańskie                    | La Nucia       | siedmiobój              | 3. miejsce  | 5666 pkt. |
| 2022 | Mistrzostwa NACAC                                 | Freeport       | skok w dal              | 7. miejsce  | 6,24      |
| 2023 | Igrzyska Ameryki Środkowej i Karaibów             | San Salvador   | siedmiobój              | 3. miejsce  | 5860 pkt. |
| 2023 | Igrzyska panamerykańskie                          | Santiago       | siedmiobój              | 2. miejsce  | 5665 pkt. |